# Laingsburg (Míchigan)
Laingsburg es una ciudad ubicada en el condado de Shiawassee en el estado estadounidense de Míchigan. En el Censo de 2010 tenía una población de 1283 habitantes y una densidad poblacional de 292,43 personas por km².

## Geografía
Laingsburg se encuentra ubicada en las coordenadas 42°53′26″N 84°21′1″O / 42.89056, -84.35028. Según la Oficina del Censo de los Estados Unidos, Laingsburg tiene una superficie total de 4.39 km², de la cual 3.82 km² corresponden a tierra firme y (13.05%) 0.57 km² es agua.

## Demografía
Según el censo de 2010, había 1283 personas residiendo en Laingsburg. La densidad de población era de 292,43 hab./km². De los 1283 habitantes, Laingsburg estaba compuesto por el 96.57% blancos, el 0.39% eran afroamericanos, el 0.39% eran amerindios, el 0.39% eran asiáticos, el 0% eran isleños del Pacífico, el 0.31% eran de otras razas y el 1.95% pertenecían a dos o más razas. Del total de la población el 1.4% eran hispanos o latinos de cualquier raza.